# جام یوفا ۷۹–۱۹۷۸
جام یوفا ۷۹–۱۹۷۸، هشتمین فصل از جام یوفا، مسابقات فوتبال باشگاهی سطح دوم اروپا بود که اکنون با نام لیگ اروپا شناخته می‌شود و توسط یوفا سازماندهی می‌شود. این دوره با قهرمانی بروسیا مونشن‌گلادباخ به پایان رسید.